# Heinrich Beckurts

Heinrich August Beckurts

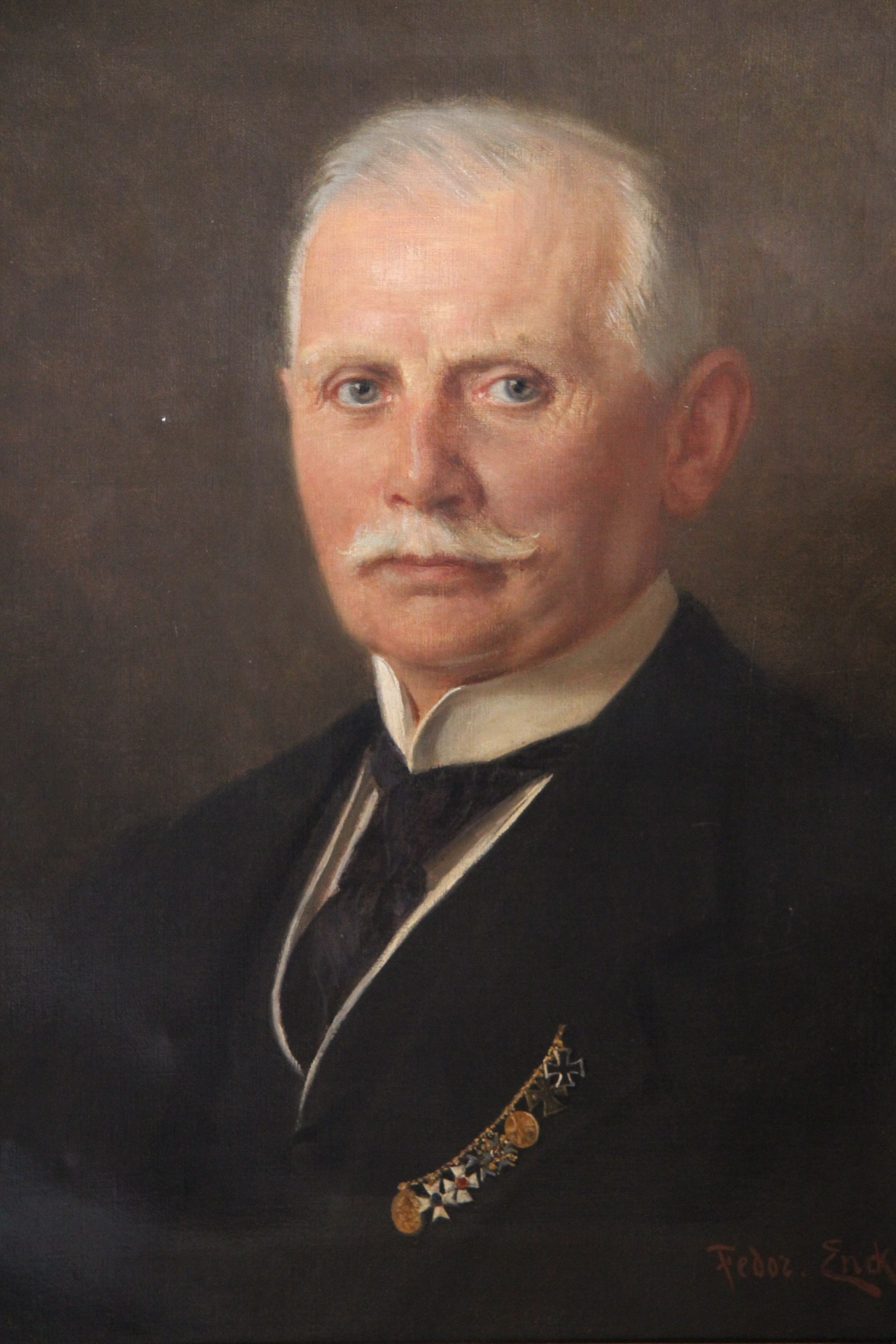
Ölgemälde von Fedor Encke

Heinrich Beckurts (* 23. August 1855 in Braunschweig; † 15. September 1929 in Bargteheide) war ein deutscher Apotheker, Chemiker und Hochschullehrer.

## Leben
Heinrich Beckurts wurde 1855 als Sohn eines Oberpackhofkommissars in Braunschweig geboren. Nach dem Besuch des Braunschweiger Martino-Katharineums absolvierte er von 1871 bis 1873 eine Apotheker-Lehre in der Hagenmarkt-Apotheke. Danach arbeitete er ein Jahr als Apothekengehilfe, bis er 1874 sein Studium begann. Beckurts studierte Pharmazie und Chemie am Polytechnikum Braunschweig und an der Universität Greifswald. Er wurde Mitglied des Corps Hercynia Braunschweig. 1875 legte er die pharmazeutische Staatsprüfung ab. 1876 wurde er an der Universität Jena zum Dr. phil. promoviert. Er arbeitete ab 1877 als Assistent an der Technischen Hochschule Braunschweig, wo er sich 1880 mit dem Thema "Zur Kenntnis der Karbonate des Magnesiums" habilitierte und schließlich 1886 zum ordentlichen Professor für Pharmazeutische und Angewandte Chemie ernannt wurde. Im Jahr 1888 wurde er zum Mitglied der Gelehrtenakademie Leopoldina gewählt. Beckurts leitete seit 1899 das Pharmazeutische Institut. Im selben Jahr erhielt er den Titel eines Medizinalrates und wurde 1902 Geheimer Medizinalrat. In den Jahren 1900 bis 1904 und 1912 bis 1914 war er Rektor der TH Braunschweig. Von der TH Dresden erhielt er 1923 die Ehrendoktorwürde. Im Jahre seiner Emeritierung, 1925, wurde er zum Ehrensenator der TH Braunschweig ernannt. Durch Beckurts’ Ruf wurden zahlreiche, auch ausländische Pharmaziestudenten nach Braunschweig gezogen.

### Wissenschaftliche Leistung
Beckurts arbeitete auf den Gebieten der Analytik, der Lebensmittelchemie, der Alkaloidchemie und der Toxikologie. Er erarbeitete zahlreiche Methoden zur Arzneimittelprüfung, die Eingang in das Deutsche Arzneibuch gefunden haben. Er setzte sich für die wissenschaftliche Apothekerausbildung ein und verfasste mehrere weit verbreitete pharmazeutische Lehrbücher.

### Literarische Wirkung
Er war bekannt mit Wilhelm Raabe, mit dem er in der geselligen Vereinigung der „Kleiderseller“ zusammentraf. Beckurts war Gutachter in einem Streitfall zwischen zwei Müllern und der Rautheimer Zuckerfabrik, die durch Abwassereinleitung in die Mittelriede und die Schunter die Gewässer zum „Umkippen“ brachte, wodurch der Mühlenbetrieb beeinträchtigt wurde. Die Einleitungen wurden durch Beckurts analytisch nachgewiesen. Raabe wurde dadurch zu seinem 1883/84 entstandenen Roman „Pfisters Mühle“ angeregt, in dem sich Beckurts als literarische Figur wiederfindet.
Nach Beckurts ist eine Straße im Braunschweiger Kanzlerfeld benannt.

## Werke
- Handbuch der praktischen Pharmazie. Enke, Stuttgart 1887, 1889. (Band 1–2) Digitalisierte Ausgabe der Universitäts- und Landesbibliothek Düsseldorf.
- Analytische Chemie für Apotheker: mit 80 Holzschnitten u. 2 Taf. 1896 Digitalisierte Ausgabe der Universitäts- und Landesbibliothek Düsseldorf.
- Grundzüge der pharmazeutischen Chemie. 1912.
- Deutsches Arzneibuch / Einführung in das Deutsche Arzneibuch. 1927.
- Chemisches Praktikum für Pharmazeuten. Stuttgart, F. Enke, 1927, Zugleich dritte, vollständig umgearbeitete Auflage der Analytischen Chemie für Apotheker.
- Die Methoden der Massanalyse. Braunschweig, Vieweg, 1910–13, Zugleich 8. völlig umgearbeitete Auflage von Fr. Mohr’s Lehrbuch der chemisch-analytischen Titriermethode.
- Jahresberichte der Pharmazie. (Herausgeber), 1881–1926.

## Herausgeber
- Archiv der Pharmazie, 1890–1929.